# De gauwdief en zijn meester
De gauwdief en zijn meester is een sprookje uit Kinder- und Hausmärchen, de verzameling van de gebroeders Grimm, met als nummer KHM68. De oorspronkelijke naam is De Gaudeif un sien Meester.

## Het verhaal
Jan wil zijn zoon een ambacht laten leren en daarom gaat hij naar de kerk om Onze Lieve Heer te vragen wat een goed vak voor hem zou zijn. De koster zegt achter het altaar "stelen, stelen" en Jan vertelt zijn zoon dat hij moet leren stelen. Ze gaan op zoek naar iemand die het hem kan leren en in een groot bos staat een klein huisje met een oude vrouw. Ze vertelt dat haar zoon een meester in het stelen is en de meester-gauwdief vertelt dat Jan een jaar mag blijven om het vak te leren, stelen en heksen. Als Jan zijn zoon niet meer herkent, moet hij 200 daalder betalen. Als Jan zijn zoon nog wel herkent, hoeft hij niets te betalen.
Als Jan na een jaar terug loopt, komt hij een klein mannetje tegen. Hij vertelt het mannetje dat hij bezorgd is om zijn zoon niet meer te herkennen. Hij heeft namelijk niet 200 daalder. Het kleine mannetje zegt hem een korstje brood mee te nemen en daarmee onder de schoorsteen te gaan staan. Op de haalboom staat een mandje en daarin ziet een vogeltje, wat de zoon van Jan blijkt te zijn. Jan gooit het brood naar het vogeltje en ze praten met elkaar. De meester-gauwdief zegt dat Jan geholpen is door de duivel, anders zou hij zijn zoon nooit herkend kunnen hebben. Op de terugweg komen ze een koets tegen en de zoon verandert zichzelf in een hazewindhond. De man in de koets wil dertig daalders betalen voor de prachtige hond. Even later springt de hond uit het raam van de koets en verandert van vorm, hij gaat terug naar zijn vader.
Ze gaan naar huis en de volgende dag gaan ze naar de markt in het naburige dorp. De jongen verandert zichzelf in een paard en de jongen waarschuwt nog dat zijn vader wel de toom moet afdoen, anders kan hij zich niet terug veranderen. De meester-gauwdief koopt het paard, maar Jan vergeet toch de toom af te doen. De dienstmeid doet het toom af en het paard verandert in een mus en vliegt weg. De heksenmeester wordt ook een mus en vliegt hem achterna. Ze vechten en de heksenmeester valt in het water en verandert zichzelf in een vis. De jongen volgt en opnieuw verliest de meester het gevecht. Dan verandert de meester zich in een kip en de jongen maakt zichzelf een vos en bijt de meester dood.

## Achtergronden bij het verhaal
- Het sprookje komt uit de omgeving van Münster, het was opgetekend in dialect.
- Het dievenverhaal is al in oude Mongoolse geschriften te vinden en is in veel streken in Europa geliefd. In Wenen was een variant waarin de jongen stiekem de toverkunsten leert en vervolgens vlucht in een aantal gedaanteverwisselingen. Ovidius vertelt in zijn "Metamorphosen" het verhaal van een meisje dat door haar vader wordt verkocht en in dierengedaante weer bij hem terugkomt.
- Mensen die zichzelf in dieren (en andere vormen) veranderen, komen ook voor in Vondevogel (KHM51) en Vrijer Roland (KHM56).
- Een mens omgetoverd als dier komt voor in bijvoorbeeld De kikkerkoning (KHM1), De twaalf broeders (KHM9), Broertje en zusje (KHM11), De drie mannetjes in het bos (KHM13), De drie veren (KHM63), De groente-ezel KHM122, De ijzeren kachel (KHM127), Het lammetje en het visje (KHM141), Sneeuwwitje en Rozerood (KHM161), Het boshuis (KHM169) en De kristallen bol (KHM197).
- Vergelijk ook Sprookje van de slang (KHM105) en De meesterdief (KHM192).
- Het kleine, grijze of oude mannetje treedt vaak op als helper van de mens, maar kan ook boosaardig zijn. Denk ook aan een kabouter, dwerg, gnoom, trol of onderaardse geest. Zie hiervoor ook De drie mannetjes in het bos (KHM13), Het zingende botje (KHM28), De kabouters (KHM39), Repelsteeltje (KHM55), De bijenkoningin (KHM62), De gouden gans (KHM64), Het aardmanneke (KHM91), Het water des levens (KHM97), De geest in de fles (KHM99), De jood in de doornstruik (KHM110), Vogel Grijp (KHM165), Sterke Hans (KHM166) en De geschenken van het kleine volkje (KHM182).
- Jan de tovenaar heeft veel overeenkomsten, ook hij leert stiekem toveren en ontsnapt met gedaanteverwisselingen. Jan blijft een vos, omdat het vlees lekker smaakt.
- Vergelijk ook De meesterdief, een volksverhaal uit Nederland, en het Turkse De tovenaar en zijn leerling.